# Kacibotvaré

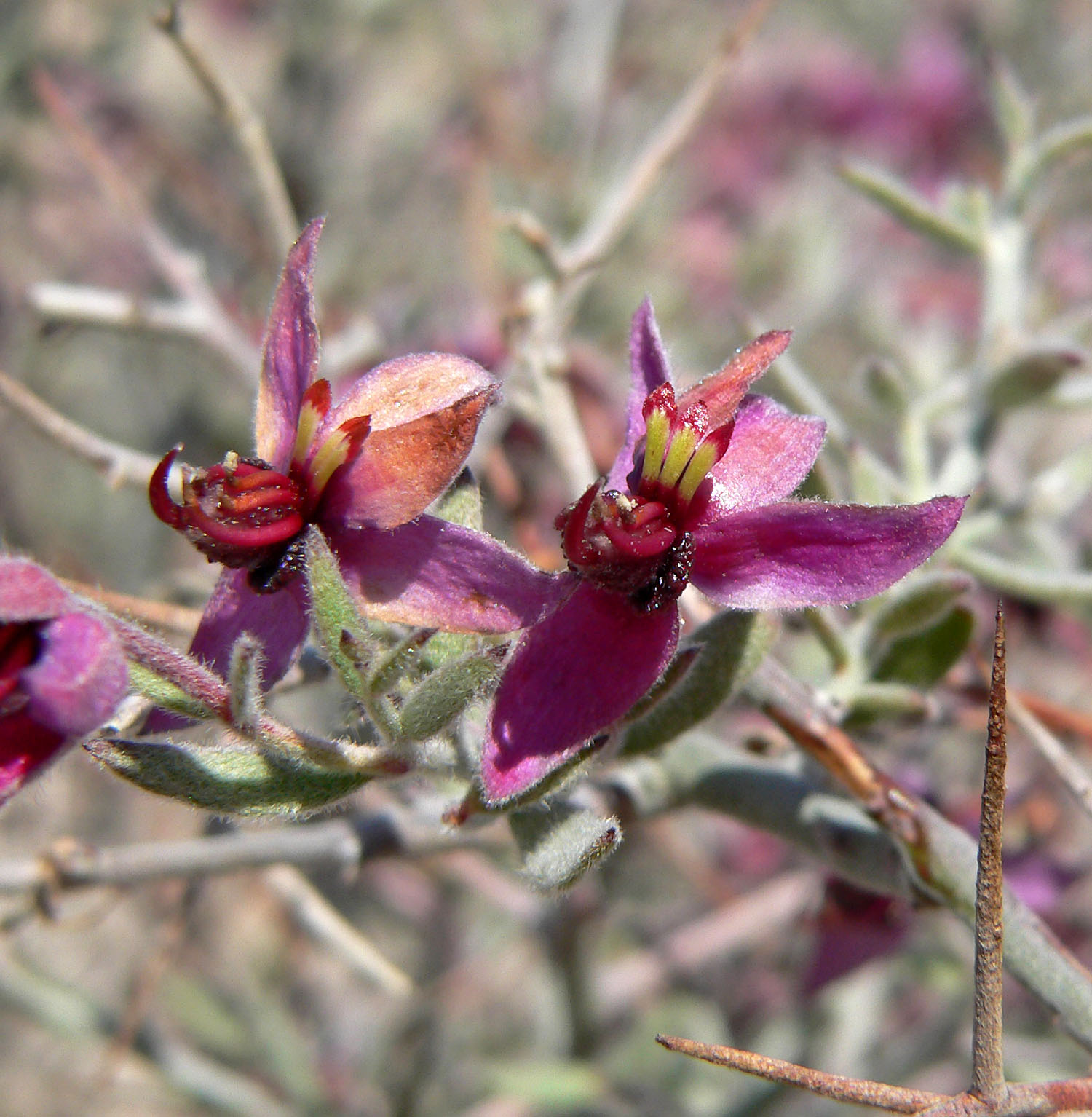
Krameria grayi

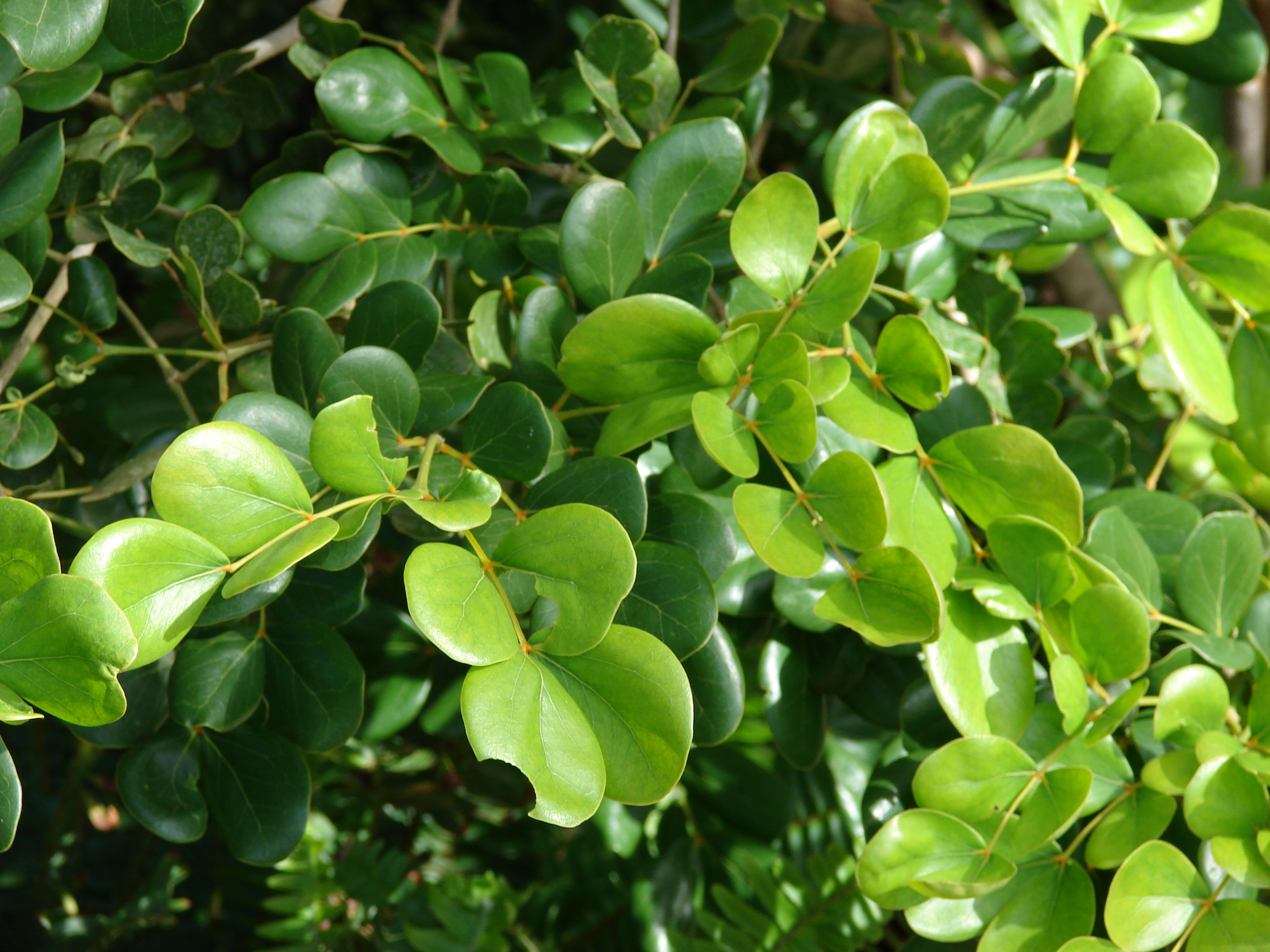
Guaiacum officinale

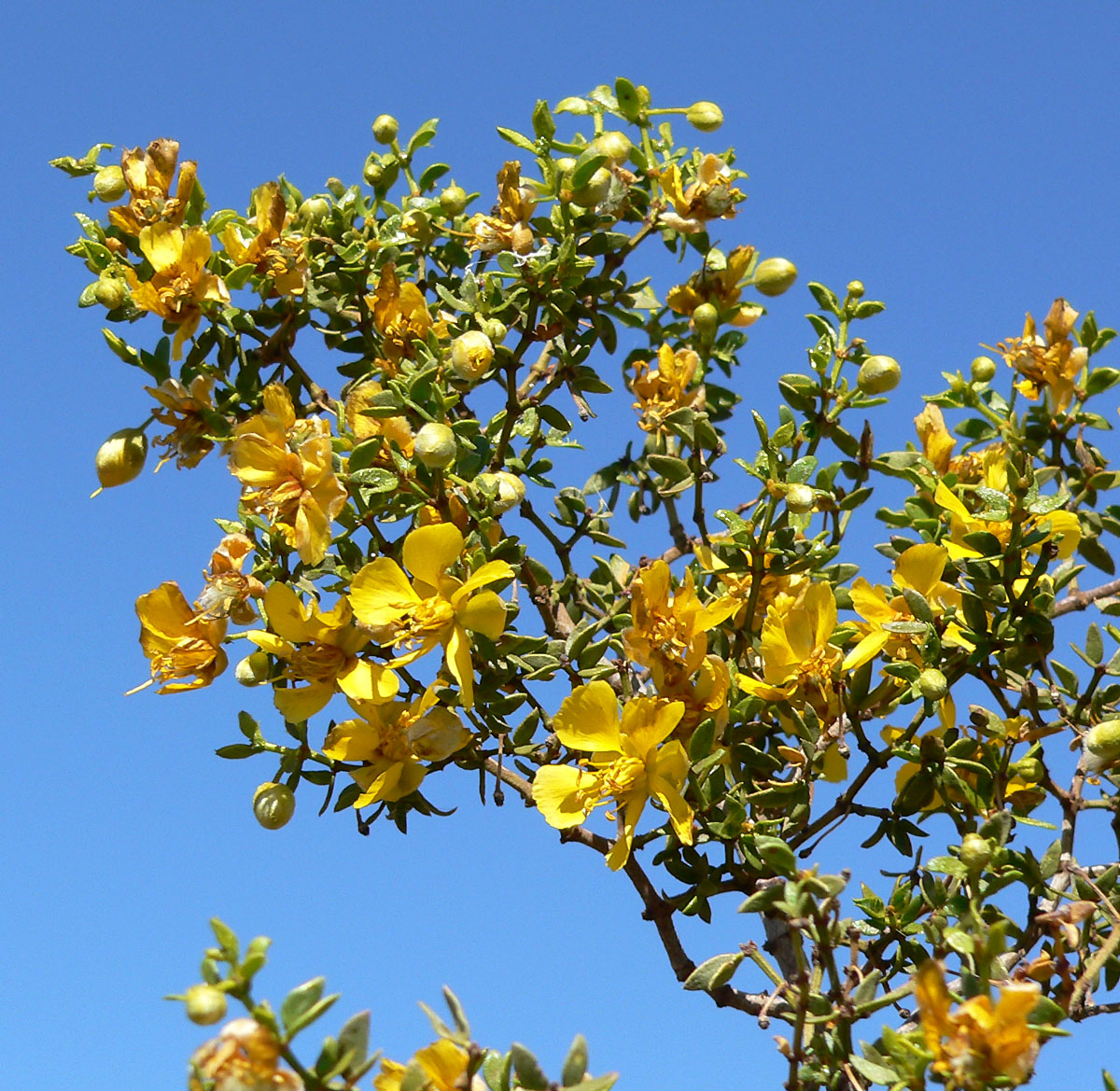
Larrea tridentata

Kacibotvaré (Zygophyllales) je řád vyšších dvouděložných rostlin.

## Charakteristika
Převážně keře. Obě čeledi řádu mají jen málo společných morfologických charakteristik. Charakteristický je obsah harmanových alkaloidů a specifických lignanu a některé znaky v anatomii dřeva.

## Taxonomie
V Cronquistově systému je čeleď Zygophyllaceae řazena v řádu mýdelníkotvaré (Sapindales), zatímco čeleď Krameriaceae v řádu vítodotvaré (Polygalales). V systému APG I jsou obě čeledi vedeny jako nezařazené do řádu v rámci větve dvouděložných nazývané Rosids, v systému APG II z roku 2003 v rámci podskupiny Rosids nazývané Eurosids I.
V aktualizované verzi systému APG II, dostupné na stránkách Angiosperm Phylogeny, je řád kacibotvaré (Zygophyllales) bazální větví skupiny Eurosids I.

## Přehled čeledí
- kacibovité (Zygophyllaceae)
- krameriovité (Krameriaceae)[1]